# Kanzeltausch
Kanzeltausch bezeichnet im kirchlichen Sprachgebrauch, besonders im Protestantismus, den wechselseitigen Tausch bei der Versehung des Predigtdienstes von Pfarrern nicht nur in ihrer eigenen Kirchengemeinde, sondern auch auswärts, meistens auf regionaler Ebene.
In der Regel findet der Kanzeltausch einmal monatlich statt, meistens an einem Sonntag oder am zweiten Feiertag eines Festes. Er gewährt dem Pfarrer keinen dienstfreien Sonn- oder Feiertag, aber einen ohne vollständige Predigtvorbereitung.
Ein Kanzeltausch wird aber nicht nur auf örtlicher Ebene praktiziert, sondern auch auf interkonfessioneller Ebene. So haben die Kirchen, die der Gemeinschaft Evangelischer Kirchen in Europa angehören, in der Leuenberger Konkordie den Predigeraustausch verabredet („Kanzelgemeinschaft“), ebenso wie die Abendmahlsgemeinschaft („Interkommunion“ sowie „Interzelebration“). 
Auch der Predigtdienst von Laien an besonderen Feiertagen wird bisweilen als Kanzeltausch bezeichnet.